# پاتنم (اکلاهما)
پاتنم(به انگلیسی: Putnam) شهری در ایالت اکلاهما کشور ایالات متحده آمریکا است که جمعیت آن در سرشماری سال ۲۰۱۰ میلادی، ۲۹ نفر بوده‌است.